# Avatar: Frontiers of Pandora
Az Avatar: Frontiers of Pandora egy 2023-as akció-kalandjáték amelyet a Massive Entertainment fejlesztett és a Ubisoft adott ki PlayStation 5, Xbox Series X/S konzolokra, és Windowsra.

## Játékmenet
Az egyjátékos kampány FPS nézetből játszódik, és egy Na’vi árva irányítását teszi lehetővé. Pandora egy hatalmas, nyílt világ, amely három különálló régióra oszlik, mindegyik saját biomokkal, küldetésekkel és lakosokkal rendelkezik. A történet önállóan is megállja a helyét, de részben kapcsolódik a filmekhez is. A játék kétjátékos kooperatív módban is játszható. A játékos használhatja a Na’vi senset, amely kiemeli az interakcióba vonható tárgyakat és az ellenségek sebezhető pontjait.  A játékos mind RDA-fegyverekkel, például gépkarabélyokkal és sörétes puskákkal, mind pedig Na’vi fegyverekkel, például íjakkal, nyilakkal és dárdavetőkkel is harcolhat az ellenségek ellen. A fejlődés és a küldetések teljesítése jobb felszereléseket old fel, amelyek javítják a harci teljesítményt. Lőszerek, eldobható tárgyak és egyéb fogyóeszközök készíthetők a vadonban gyűjtött anyagokból.  Az állatok vadászhatók, de ha lőfegyvert használnak ellenük, az megakadályozza az alapanyagok begyűjtését. A játékos Clan Favort szerezhet RDA-katonák legyőzésével, más Na’vik megsegítésével és a történetben való előrehaladással. Ezt ritka fegyverekre, páncélokra és nyersanyagokra lehet beváltani. A játszható karakter rendkívül mozgékony. Emellett egy repülő ikran lényre is felülhet, amellyel gyorsan bejárhatja a világot.

## Cselekmény
|  | Alább a cselekmény részletei következnek! |

2146-ban, nyolc évvel Jake Sully Pandorára érkezése előtt (ahogyan azt az Avatar filmben láthatjuk), az RDA elindítja a TAP-ot, amelyet Dr. Alma Cortez és az RDA igazgatója, John Mercer vezet. A program célja öt fiatal Na’vi gyermek – a játékos (akit „Sarentu”-ként említenek), Ri’nela, Aha’ri, Teylan és Nor – kiképzése volt, hogy Na’vi–ember nagykövetekké váljanak. A gyerekek azonban emlékeznek rá, hogy klánjuktól elrabolták őket, és bosszantja őket Mercer szigorú tanterve, ami végül oda vezet, hogy megpróbálnak megszökni. Mercer lelövi és megöli Aha’rit, hogy félelemkeltéssel bírja rá a többieket a feladásra. Nyolc évvel később azonban, miután az RDA vereséget szenved Jake serege ellen, a megmaradt RDA-erők kénytelenek evakuálni Pandorát. Mercer elrendeli, hogy a felnőtté vált Na’vi tanítványokat végezzék ki, mivel kockázatot jelentenek. Alma azonban szembeszáll vele, és a diákokat egy kriogén életfelfüggesztő kamrába vezeti, hogy elrejtse őket. A diákokat tizenhat évvel később Na’vi ellenállók ébresztik fel, akik Alma oldalán harcolnak. Épphogy sikerül elmenekülniük a létesítményből, amikor Mercer vezetésével visszatér az RDA, hogy kiiktassa őket. A Sarentu képes megszökni, és újra egyesíti barátait, majd csatlakozik Almához és az ő ex-RDA tagokból álló csapatához. Miután sikerrel járnak első küldetésükben, amelynek során elpusztítanak egy RDA energia-kitermelő létesítményt, a Sarentu kapcsolatot tud létesíteni Eywával, Pandora élő szellemével, és őseikkel is érintkezik, hogy többet tudjon meg az immár csaknem kihalt Sarentu klánról. Azonban az RDA fokozza agresszióját, és rajtaütést indít Alma rejtekhelye ellen. A Sarentu képes feltartóztatni őket annyi időre, hogy magára vonja az Aranahe klán figyelmét, akik befogadják őt; vezetőjük, Ka’nat azonban továbbra is vonakodik háborút indítani a technológiailag jóval fejlettebb RDA ellen. Végül az RDA folyamatos terjeszkedése a Na’vi földeken a Zeswa klánt is provokálni kezdi, és a Sarentu elhatározza, hogy saját kezébe veszi az ügyet: RDA-létesítményeket pusztít el, és szövetséget kovácsol a klánok között. Ez végül odáig vezet, hogy sikerül az RDA-t visszavonulásra kényszeríteniük egy kulcsfontosságú létesítményből.  A nagy győzelem ellenére Nor egyre inkább hangot ad elégedetlenségének Almával szemben, amiért nem védte meg őket Mercer ellen – ez feszültséget szül közte és Teylan között. Nem sokkal később az RDA rajtaüt a bázisukon, és elfogja a Sarentut. Alma hadnagya, Billy Nash, megmenti őt, de az életét áldozza a mentés során. A Sarentu visszatér az Ellenálláshoz, ám ott szembesül vele, hogy Alma és sok más társuk megbetegedett egy RDA által bevetett vegyi fegyver következtében, és hogy Teylan állítólag dezertált. A Sarentu a helyi Kame’tire klánhoz fordul segítségért a gyógyítás érdekében, és közben felfedezi egy másik TAP-létesítmény létezését, amelynek neve: TAP Con-1. A TAP Con-1 létesítmény kivizsgálása során a Sarentu megtudja, hogy a Kame’tire klánon belül egy áruló elárulta Mercernek a Sarentu klán hollétét, aminek következtében a klánt lemészárolták, és Mercer magával vitte a túlélő gyerekeket, hogy katonaként nevelje őket, hűségesen hozzá. Miután az áruló kilétére fény derül, a Kame’tire vezetője, Anufi úgy dönt, hogy jóváteszi a klán árulását, és meggyógyítja a beteg Ellenállás-tagokat. Nor elhagyja az Ellenállást, de előtte még halálosan megszúrja Almát avatártestében. Mielőtt Na’vi teste meghalna, és visszatérne eredeti, emberi testébe, Alma emlékeit átadja a Sarentunak és Ri’nelának. Kiderül, hogy annak idején ő maga segített Mercernek a mészárlás végrehajtásában, mert hitt a TAP program sikerében – és azóta is mélyen megbánta a döntését. Az RDA fokozza erőfeszítéseit a Pandora olajkitermelésére, ami arra készteti a Sarentut és az Ellenállást, hogy kivizsgálják, mi is valójában az RDA célja. Felfedezik, hogy Mercer felrobbantja a Pandora felszínét alul, hogy megnyissa az egész területet a kitermeléshez, és ezzel megfosztja a Na’vi klánokat a természetes faunától, amely az életüket biztosítja. Miután nem marad más választásuk, a különböző Na’vi klánok egyesülnek, és támadást indítanak Mercer bázisa ellen, miközben a Sarentu alulról, a barlangokon keresztül beszivárog. Teylan, aki kezdetben Mercert támogatta, visszatér az Ellenállás oldalára. Együtt dolgozva a Sarentu és Teylan hatástalanítják a bombát, és csapdába ejtik Mercert, aki a robbanás következtében meghal. Az események után az RDA visszavonul a régióból, és a Sarentu, Ri’nela és Teylan úgy döntenek, hogy a Sarentu klán újjáépítésére összpontosítanak.
|  | Itt a vége a cselekmény részletezésének! |

## Fejlesztés
2017 márciusában a Massive Entertainment bejelentette, hogy következő nagy játéka James Cameron Avatar című filmje alapján készül. A játék címét Avatar: Frontiers of Pandora-nak nevezték, és egy bemutató trailer is megjelent a 2021-es E3-mon.

## Fogadtatás
| Összegzőoldal | Értékelés |
| ------------- | --------- |
| Metacritic    | 72/100    |

| Szerző         | Értékelés |
| -------------- | --------- |
| Destructoid    | 9/10      |
| Game Informer  | 7,75/10   |
| GameSpot       | 8/10      |
| GamesRadar+    | 3,5/5     |
| HobbyConsolas  | 87/100    |
| IGN            | 7/10      |
| Jeuxvideo.com  | 15/20     |
| PCGamesN       | 6/10      |
| Shacknews      | 5/10      |
| The Guardian   | 3/5       |
| VideoGamer.com | 8/10      |

Az Avatar: Frontiers of Pandora a Metacritic összesítése alapján „vegyes vagy átlagos” értékeléseket kapott a kritikusoktól.
A GameSpot dicsérte a játék nyílt világát, mozgásmechanikáját, harcrendszerét, kézműves elemeit és történetét, de kritikát fogalmazott meg a Na'vi látásmódra való „túlzott támaszkodás”, a zárt területű harcok és a nyomozási rendszer kapcsán, hozzátéve, hogy a játék „számtalan Far Cry-hoz hasonlítást” kapott.

## Díjak, elismerések
| Év   | Díj                             | Kategória                                    | Eredmények |
| ---- | ------------------------------- | -------------------------------------------- | ---------- |
| 2024 | Hollywood Music in Media Awards | Legjobb eredeti zene                         | Elnyerte   |
| 2025 | 67. Grammy-gála                 | Legjobb videójáték- és interakítv média-zene | Jelölve    |

## Fordítás
Ez a szócikk részben vagy egészben  az   Avatar: Frontiers of Pandora című angol Wikipédia-szócikk ezen változatának fordításán alapul.  Az eredeti cikk szerkesztőit annak laptörténete sorolja fel. Ez a jelzés csupán a megfogalmazás eredetét és a szerzői jogokat jelzi, nem szolgál a cikkben szereplő információk forrásmegjelöléseként.